# 丹麥駐英國大使館
丹麥駐英國大使館，是丹麥對英國設置的外交代表機構。

## 历史
1977年完成，位于倫敦肯辛顿斯隆街，占据了一栋大型现代建筑，设计师是阿纳·雅各布森。该楼通体黑色，主入口临街，而左侧的小路上另有一入口，通向冰岛驻英国大使馆。丹麦和冰岛使馆公用该建筑。

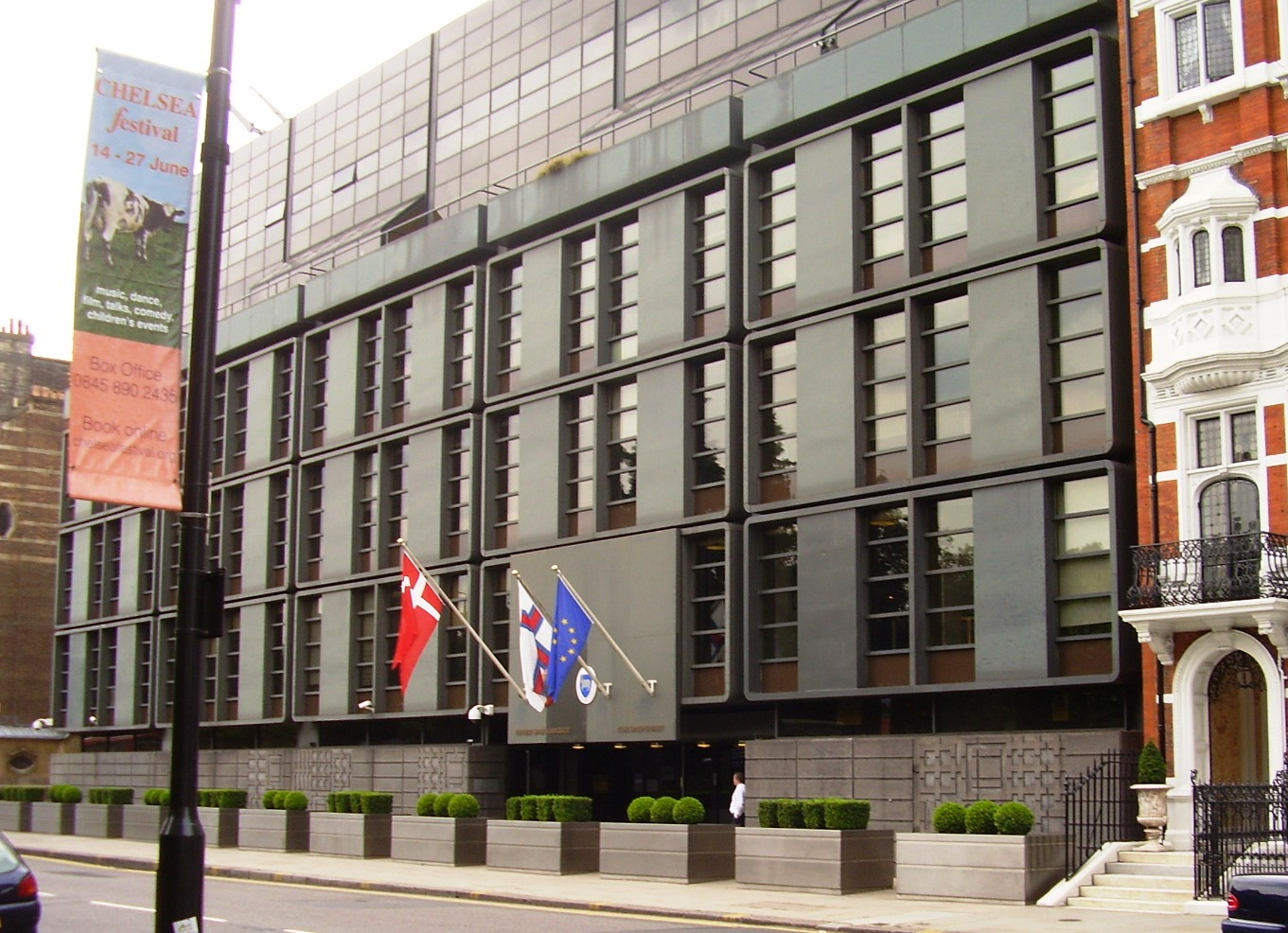
大使馆正面